# Удар кулаком

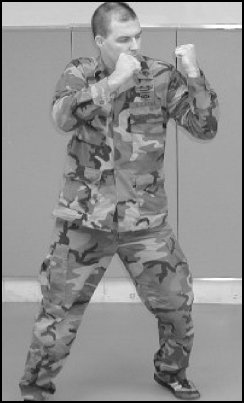
Типичная исходная стойка

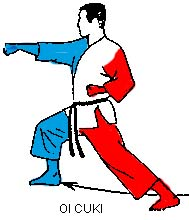

Удар кулаком — импульсное возвратно-поступательное (редко — вращательное), с прямолинейной или криволинейной траектории, направленный движение рукой со сжатой в кулак ладонью таким образом, чтобы головки пястных костей образовывали собой ударную поверхность. Цель движения — задача физического вреда, или достижения изменения физического состояния объекта или субъекта. Удары кулаками присущи практически всем боевым искусствам, которые используют ударную технику рук.

## Разновидности ударов кулаками
По направлению движения удары кулаками делятся на:
- прямые (фронтальные) удары
  - джеб, кросс
- боковые (фланговые) удары
  - хук, свинг, оверхенд
- восходящие удары
  - апперкот

По динамике выполнения удары кулаками делятся на:
- удары с места
- удары с разворота
- удары в шаге
- удары на скачке
- удары в прыжке

Кроме того, удар может быть одиночный, двойной (короткая серия из двух ударов, выполняемых один за другим) или повторный (удар, который выполняется в одну цель дважды или более раз подряд) удары могут объединяться в серию или комбинацию. Также удар может быть акцентирован (удар, который выделяется по силе, резкости и точности), фальшивый или обманчивый (удар, который выполняется в ложном направлении с целью дезориентировать соперника), может выполняться навстречу или на опережение.